# 6N3P
6N3P (ロシア語: 6Н3П)は、ロシア製の2C51/5670/WE396Aの代替球(真空管)である。アメリカ製の真空管よりサイズがやや大きい。
6N3PはFMラジオの入力段に広く使われた(1960年代のソ連製FMラジオのほぼすべてに、別シャーシに入った同じ入力段が採用された)。現在では、DIYプリアンプの入力段に利用されている。定格を向上させた/産業用のバージョンは6N3P-EV (ロシア語: 6Н3П-ЕВ)という名称である。